# Anna-Kristiina Mikkonen
Anna-Kristiina Mikkonen, född 22 maj 1984 i Nyslott, är en finländsk politiker (Socialdemokraterna). Hon är ledamot av Finlands riksdag sedan 2023.
Mikkonen blev invald i riksdagsvalet 2023 med 5 483 röster från Sydöstra Finlands valkrets.